# Tiora limbosplendens
Tiora limbosplendens är en fjärilsart som beskrevs av Heinrich 1938. Tiora limbosplendens ingår i släktet Tiora och familjen juvelvingar. Inga underarter finns listade i Catalogue of Life.